# 24時間ナイナイアップデート!!
『24時間ナイナイアップデート!!』（24じかんナイナイアップデート!!）とは日本テレビで2023年6月15日の19:00 - 21:00に放送された特番である。ナインティナインの冠番組。

## 出演者
- ナインティナイン
  - 矢部浩之
  - 岡村隆史

### ゲスト
- Matt
- 肥後克広、寺門ジモン（ダチョウ倶楽部）
- ROLAND
- 速水もこみち
- 西村瑞樹（バイきんぐ）
- 有岡大貴（Hey!Say!JUMP）
- 高橋茂雄（サバンナ）
- 馬場裕之（ロバート）

- 川島明（麒麟）
- 盛山晋太郎、リリー（見取り図）
- アンミカ
- 池田美優

## スタッフ
- 企画・演出：小林瑤一朗（日本テレビ）、佐伯直哉（ROFL）
- ナレーター：宮野真守
- 構成：村松浩介、成瀬正人、栗原潤、雨宮裕也、滝澤光春、須毛原淳/桜井慎一、桝本壮志
- TM：木村博靖
- SW：渡邉滋雄
- CAM：西阪康史
- MIX：藤岡絵里子
- 照明：粂野高央
- 美術プロデューサー：高野泰人、茂木大樹
- 美術デザイン：北村春美
- 技術：NiTRO、池田屋、ヌーベルバーグ
- 編集：中西雅照（イカロス）
- MA：飯塚雄一（イカロス）
- 音効：冨田昌一
- TK：石島加奈子
- デスク：府川麻衣子、大宮司紀子
- メイク：白水徹哉
- タイトルデザイン：The KingMaker
- リサーチ：今井紳介、伊藤柊世、中村栞
- 協力：日テレアート、イカロス（旧 読売映像）、東京オフラインセンター
- 撮影協力：BODYMAKER
- ディレクター：小林亘（ZION）、渡邉祐太、板場優・五島孝（ZION）、笹尾充・酒井普哉（SION）、淺沼丈生（日本テレビ）、西田法明、田口力、牧野邦彦（AXON）、茶野正一朗/相原早奈絵、増子千咲、木場万尋、高原諒、花澤心、赤嶺隼世、太田哲平、木村莉菜、加藤駿太、坂本大地
- チーフディレクター：宮原健（ZION）、藤原明生（BEE OURS）、宇野慎也
- 監修：三浦伸介（日本テレビ）
- プロデューサー：合田伊知郎・一色彩加（日本テレビ）、田中秀樹・林真凜（吉本興業）、石原由季子・加藤大樹（ZION）、山下浩一（BEE OURS）、高橋正子・伊藤康一（SION）、野中翔太・宮本靖広（AXON）、操谷亮、蒲生晃太/大友浩嗣、藤田真衣、小林梨菜、永田千智
- チーフプロデューサー：倉田忠明（日本テレビ）
- 制作協力：吉本興業、ZION、SION、BEE OURS、AXON
- 製作著作：日テレ